# Liagoraceae
Liagoraceae, porodiuca crvenih alga iz reda Nemaliales. Postoji preko 150 vrsta (152) u 23 roda.

## Rodovi
1. Akalaphycus Huisman, I.A.Abbott & A.R.Sherwood, 2
2. Cumagloia Setchell & N.L.Gardner  1
3. Cylindraxis Kraft 1
4. Dermonema Harvey ex Heydrich  5
5. Dotyophycus I.A.Abbott 5
6. Ganonema K.-C.Fan & Yung-C.Wang  13
7. Gloiocallis Showe M.Lin, Huisman & D.L.Ballantine   1
8. Gloiotrichus Huisman & Kraft  2
9. Helminthocladia J.Agardh    20
10. Helminthora J.Agardh   8
11. Hommersandiophycus Showe M.Lin & J.M.Huisman, 5
12. Izziella Doty      5
13. Liagora J.V.Lamouroux     55
14. Macrocarpus Showe M.Lin, S.-Y.Yang & Huisman   3
15. Neoizziella Showe M.Lin, S.-Y.Yang & Huisman   2
16. Otohimella Mas.Suzuki      1
17. Patenocarpus Yoshizaki  1
18. Sinocladia C.K.Tseng & W.Li    8
19. Stenopeltis Itono & Yoshizaki      1
20. Titanophycus Huisman, G.W.Saunders & A.R.Sherwood    3
21. Trichogloea Kützing   3
22. Trichogloeopsis I.A.Abbott & Doty      6
23. Yoshizakia Showe M.Lin, Huisman & C.Payri   1